# Вумера (списокидалка)
Вумера — дерев'яне пристосування для метання списів, яке традиційно використовувалося аборигенами Австралії. Є різні найменування: воммера, ваммера, амера або пуртанджі.

## Назва
Слово «Вумера» походить від мови дхаруг (даруг) з племен аборигенів, які мешкали на території сучасного Сіднею та його околиць. Місто Вумера було названо на честь цього пристосування для списокидання.

## Опис
Вумера є одним з варіантів списокидалки, подібної до атлатля. Довжина вумери близько 60-90 см, а ширина становить 8-10 см. Це пристосування зазвичай складається з витянутої дощечки (іноді палки) з упором на одному кінці і рукоятки на іншому. Деякі вумери традиційно були прикрашені вирізами або малюнками, які вказували на приналежність до певної мовної групи.

## Хронологічні межі
Вважається, що перші вумери почали використовувати близько 5 000 років тому. Проте існують також дослідження, які припускають використання вумер навіть у ранньому верхньому палеоліті (близько 43 000 років тому). Прикладом цього можуть бути скам'янілості озера Мунго, де були виявлені залишки перших людей на австралійському континенті. Деякі людські залишки показують важкий остеоартрит у правому лікті, який може бути пов'язаний із використанням вумери, або схожого пристосування, яке потребує спеціальної підготовки та може сильно навантажувати суглоби. Вумери і досі використувуються у віддалених районах Австралії.

## Особливості використання

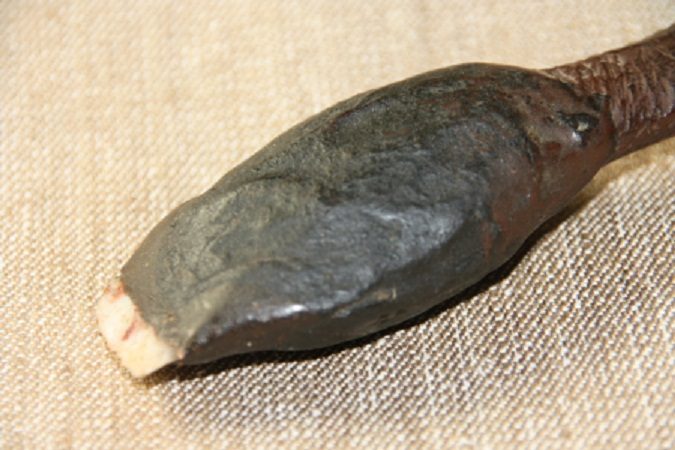
Кам'яне тесло (тульське тесло - англ. tula adze)

Як і списи та бумеранги, вумери традиційно використовували лише чоловіки. Деякі вумери, особливо ті, що використовувалися в центральних і західних пустелях Австралії, були багатоцільовими інструментами. Часто мають форму довгих вузьких мисок, їх можна було використовувати для перенесення перемолотих рослин, а також дрібних продуктів харчування, таких як маленькі ящірки або насіння. Багато вумер мали гостру кам'яну ріжучу кромку під назвою клинок тула (або тульське тесло), прикріплену до кінця ручки чорною гумкою з рослини тріодії. Цей гострий інструмент мав багато застосувань, наприклад, різання дичини чи іншої їжі та деревини. Також припускається, що вумера могла використовуватися як щит для захисту від списів і бумерангів.

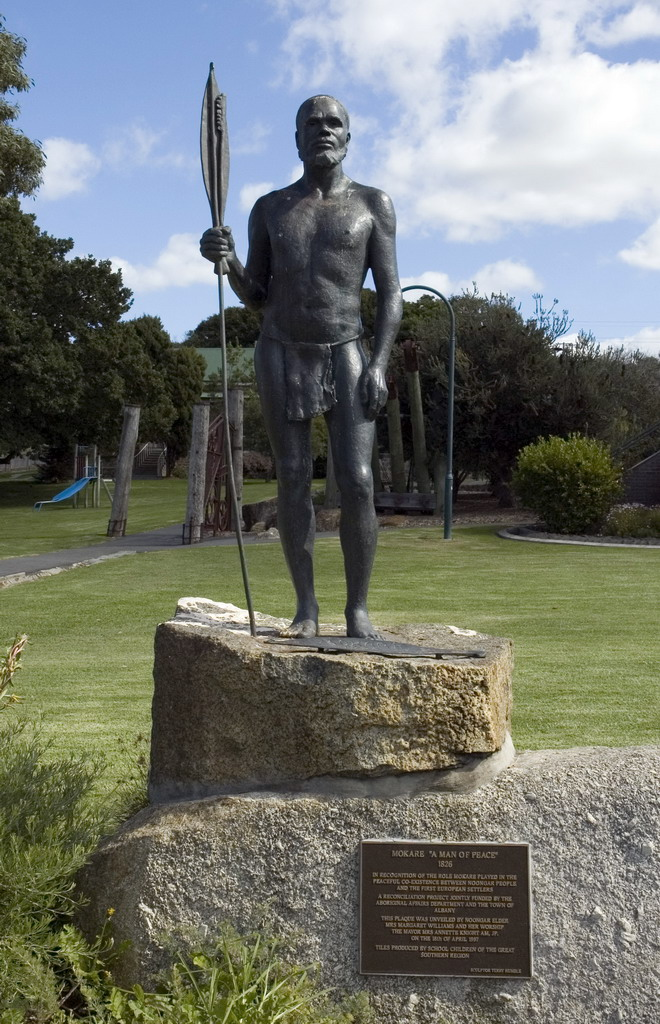
Пам'ятник аборигену Макаре. У правій руці тримає вумеру зі списом.

Вумера працює як простий важіль. Вона дозволяє метати не лише короткі дротики, а й списи понад 3 метри завдовжки, які здатні вразити ціль на відстані до 180 метрів. Зазвичай використовувалася для полювання на великого звіра. Вумера, зокрема, є важливим нововведенням у сфері полювання на велику дичину, оскільки спис, кинутий за допомогою вумери, має вчетверо більше кінетичної енергії, ніж сучасний композитний лук.